# 大江生醫
大江生醫股份有限公司是一家總部位於台灣的生物科技及衛生保健公司，其前身為成立於1980年8月22日的大江興業公司，創立初期專營紡織品、建材、鋼鐵零件、電子網通設備、以及鮮貨、蔬菜、花卉等國際貿易業務。

## 經營狀況
大江生醫為保健產品及保養品生物整合設計公司，主要產品為機能性飲品、保健食品及美容、保養品。三大產品分別佔整體營收的比重約60%、25%及15%，在銷售區域方面，中國大陸佔合併營收約59%，台灣約18%，其他區域約23%。目前產品銷售遍及全球54個國家和地區，包括台灣、中國大陸、香港、日本、新加坡、馬來西亞、美國、法國等。